# 歐扎克高地

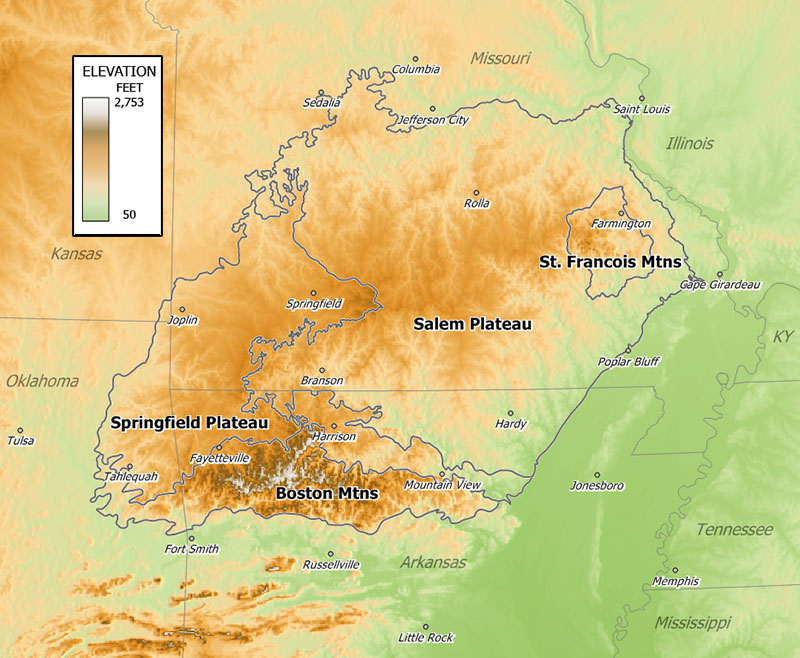
歐扎克高地地形圖

歐扎克高地（英語：Ozark Highlands，簡稱Ozarks），又称为欧扎克高原（Ozark Plateau）、欧扎克山（Ozark Mountains），是美国密蘇里州、阿肯色州以及奧克拉荷馬州交界的一處高地，最高點是阿肯色州境內的瓦扎澤峰（Wahzhazhe Summit），高781公尺。歐扎克高地與南方的瓦希托山是阿帕拉契山脈與洛磯山脈之間唯一的高地。主要城市有春田市、費耶特維爾等。